# 루테노사우루스
루테노사우루스(학명:Ruthenosaurus russellorom)는 도마뱀목 카세아과에 속하는 도마뱀이다. 지금은 멸종된 종으로서 전체적인 몸길이가 2~3m인 중대형의 몸집을 가진 도마뱀이다.

## 특징
루테노사우루스는 프랑스 남부의 얼리(Artinskian-Kungurian) 또는 미들(Roadian-Wordian) 페미니아 퇴적물의 큰 카제이드 시냅스(caseid)의 멸종된 속이다. 그것은 MNHN.F로부터 익숙하게 알려져 있다. MCL-1 관절형 부분 두개골 후 골격그것은 D.에 의해 수집되었다. 시고뉴-러셀과 D러셀은 [1970년]에 오시타니 지역의 발라디 마을(아베론 분지) 근처 로데즈 분지에 있는 M2 회원 그레스 루즈 그룹의 상부에서 활동했다. 그것은 처음에 로버트 R에 의해 이름이 지어졌다. 레이즈, 힐러리 C.2011년 마딘, 요르그 프뢰비슈, 조슬린 팔콘넷으로 종류는 루테노사우루스 러셀렐럼이다. 루테노사우루스는 갈릭 지역 부족인 루테니(중세 라틴어)의 이름을 따서 이름이 지어졌으며 이 부족은 로데즈 마을의 주민 이름인 루세누이스와 고대 그리스 사우로인 "마법사"를 붙여주었다. 이 종류는 드르스 덴이세 시고뉴-러셀과 도날드 E를 기리기 위해 이름 지어졌다. 러셀은 홀로타입의 원조 수집가이다. 루테노사우루스의 홀로타입은 1970년의 여름에 고생물학자 데니스 시고 뉴-러셀과 도날드 유진 러셀에 의해 로데즈 북서부의 발라디 코뮌 근처의 카일라 언덕 서쪽의 배드랜드에서 자른 붉은 사암에 의해 발견되었다. 언덕의 서쪽 경사면에서 침식된 척추뼈가 발견되면서 과학자들은 주변 협곡을 탐사하게 되었고 그곳에서 침식으로 인해 손상되었지만 침식으로 인해 여전히 제자리에 있는 커다란 관절형 골격을 발견했다. 두개골, 목, 대부분의 팔다리와 꼬리가 없어졌는데 아마도 침식에 의해 파괴되었을 것이다. 알려진 물질은 갈비뼈와 척추뼈 18개, 천골 3개, 전골 12개, 불완전한 스카풀로코라코이드와 쇄골간, 오른쪽 상완골, 두 조각으로 된 왼쪽 상완골, 샤프트 손상, 근위부 및 원위부 머리 보존으로 완전한 왼쪽 척골과 거의 완전한 반경을 포함한다. 오른쪽 경골 전체 및 오른쪽 섬유 근위부, 그리고 오른쪽 골반 전체를 척추 기둥에 의해 겹친다. 같은 언덕의 동남쪽 옆구리에서, 그러나 더 오래된 지층에서 같은 팀이 더 작은 동물에 속하는 해골(해골 포함)의 앞부분을 발견했다. 이 표본은 먼저 카세아속 신종인 카세아 루테나에 배정되었다. 그러나 지금은 새로운 조합인 유로믹서 루테누스(Euromycter rutenus)와 함께 유로믹서(Euromycter)라는 고유한 속성으로 간주되고 있다. 유로믹서(Euromycter)의 120m 상공에서 층층적으로 발견된 더 큰 뼈대는 2003년까지 거의 준비되지 않은 상태로 남아 있었다. 유로믹서와 몇 가지 겹치는 요소는 2011년에 루테노사우루스 러셀럼이라는 다른 세존에 속한다는 것을 시사했다. 루테노사우루스는 전방으로 기울어진 신경 가시가 있는 등뼈 척추뼈와 가로부분의 다이아몬드 모양의 윤곽, 두 번째 천골 늑골의 두 배인 튼튼한 원위 머리를 가진 첫 번째 천골 늑골, 그리고 두 번째 천골 늑골의 두 배인 짧은 장골 날을 포함한 몇몇 자포모르핀에 의해 진단된다. 그것은 유로마스터와 구별할 수 있으며 동일한 국소성의 오래된 퇴적물로부터 완전히 밀폐된 포아멘이 아닌 상완골의 에피톤다일 노치를 포함한 상어의 원위부의 모양, 척골의 구체적인 모양, 시료의 전반적인 강건성 등으로 구별할 수 있다. 신경 아치와 각각의 척추 중심과의 융접이 부족하고 척골에 오순절화된 올레크라논이 없는 것을 포함하여 사지 원소의 끝부분이 불완전하게 오순절화되었다는 것은 이러한 표본이 청소년 개인을 나타내는 것임을 분명히 보여준다. 그러나 완전히 성숙된 유로믹서의 표본보다 확연히 큰 것으로 성인 루테노사우루스에게는 매우 큰 크기를 시사하고 있다. 루테노사우루스는 양턱엔 뭉특한 삼각형의 이빨을 가지고 있으며 이는 식물로 이뤄진 초식성의 먹이를 먹는 데에 적합한 이빨이 된다. 루테노사우루스의 홀로타입은 서부 로데즈 유역에 국부화된 5헥토미터(M1~M5)의 퇴적물 서열인 그레스루즈("붉은 사암") 그룹에 속하는 M2 멤버의 붉은 펠리테 침대의 윗부분에서 발견되었다. 유로믹서를 양보한 M1 멤버처럼, M2 멤버의 예금은 반건조하고 더운 기후에서 플레이아 레이크 환경(또는 사브카로 생각된다.)으로 해석된다. 그레스 루즈 그룹의 나이는 불확실하지만 이웃한 로데브 유역의 작센 그룹과 동시대인 것으로 간주되는데 그 곳에서 방사선과 자석선 데이터가 이전에 사크마리안(초기 페미안의 중간)과 로핑안(초기 페미안) 사이의 나이를 시사했다. 그러나 작센 그룹에 대한 새로운 연대기 및 자석기호 데이터는 아르틴스키안(라베작 형성과 살라거우 형성의 옥톤 멤버)과 로이안-워디안(라 리우데 형성의 경우) 사이의 연대를 나타낸다. 불행히도 그레스루즈 그룹의 M1과 M5 멤버들 사이의 M1과 작센 그룹의 라베작, 살라거우, 라 리우데 형성의 보다 정밀한 상관관계의 증거는 없다. 그래서 루테노사우루스의 나이는 얼리 퍼미언 말기와 중후반 퍼미언 사이 어딘가에 있다. 유로믹서보다 어린 암석에서 나온다고밖에 말할 수 없다.“”분류학적으론 루테노사우루스가 함유된 케이스아이드에 대한 최초의 계통생성학적 분석은 2015년에 로마노&니코시아가 만들었다. 거의 모든 케이스아이드를 포함한 그들의 가장 패러디한 분석에서 루테노사우루스는 코틸로린쿠스와 매우 가깝고 특히 거대한 코틸로린쿠스 한코키에게 발견된다. 그러나 로마노와 니코시아는 두 세자의 몸집이 크고 루테노사우루스의 두개골 재질의 부재를 고려할 때 이들의 밀접한 유사성이 크기와 관련이 있을 가능성이 있다고 결론지었다. 먹이로는 당대에 번성했던 식물의 잎과 열매 등을 주로 먹고 살았을 초식성의 도마뱀으로 추정된다.

## 생존시기와 서식지와 화석의 발견
루테오사우루스가 생존했었던 시기는 고생대의 페름기로서 지금으로부터 2억 9000만년전~2억 4500만년전에 생존했었던 종이다. 생존했었던 시기에는 유럽을 중심으로 하여 당시에 존재했었던 초원, 산림 등에서 주로 서식했었던 도마뱀이다. 화석의 발견은 2011년에 유럽의 페름기에 형성된 지층에서 프랑스의 고생물학자인 러셀에 의하여 처음으로 화석이 발굴되어 새롭게 명명된 종이다.

## 같이 보기
- 파충류
- 고생대
- 페름기
- 파충류
- 화석